# Seegraswiese

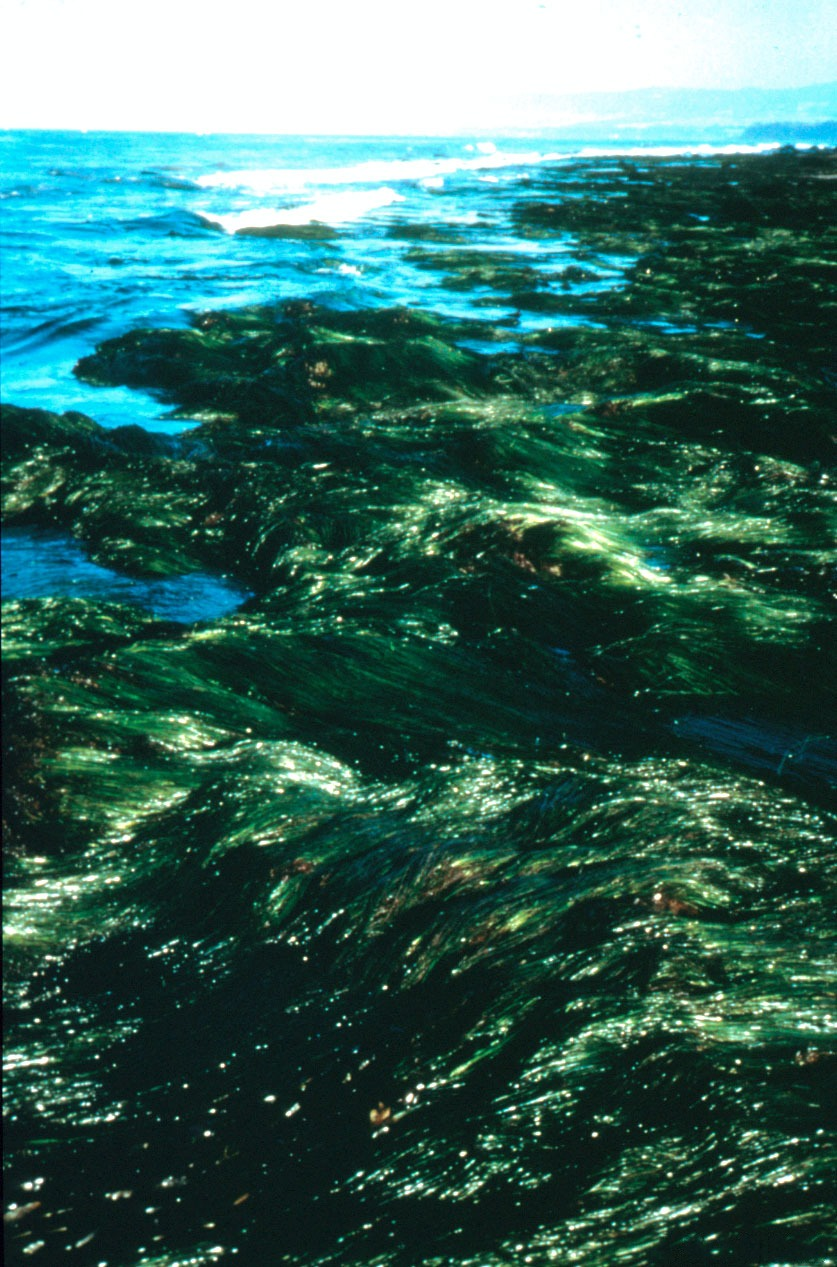
Seegraswiese

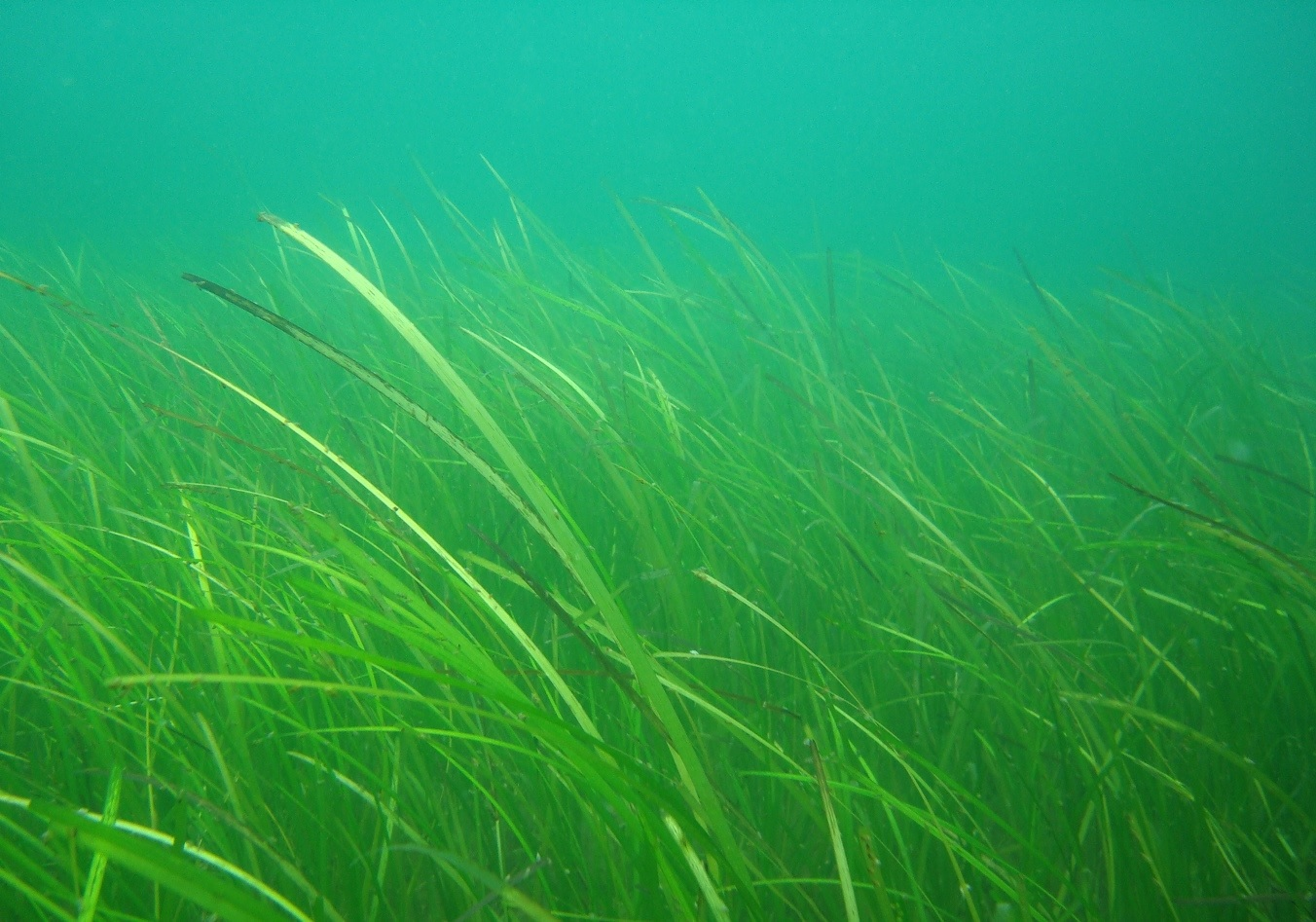
Seegraswiese aus Zostera marina in der Ostsee (Kieler Förde / Falckensteiner Strand)

Seegraswiesen, die auch als Zosteretea bezeichnet werden, sind artenreiche Gesellschaften mariner Blütenpflanzen, die auf Schlick- oder Sandböden im Meer- oder Wattbereich in gemäßigten Zonen auf der Nord- und Südhalbkugel anzutreffen sind. Die so gebildeten benthischen Ökosysteme existieren vornehmlich in Küstenbereichen (Ästuaren), wo sie unter Wasser ausgedehnte Wiesen bilden, die zu den artenreichsten Biotope zählen.
Die ökologischen Funktionen, die Seegraswiesen als Lebensräume, Stabilisator des Meeresbodens und Speicher von Kohlendioxid haben, werden oft unterschätzt. Als Kohlenstoffsenke ist eine Seegraswiese in der Lage rund 30 bis 50 Mal so viel Kohlendioxid zu binden, wie Wälder. Insgesamt nehmen Seegraswiesen weltweit rund 15 Prozent des vom Ozean aufgenommenen Kohlendioxids auf.

## Allgemeines und Beschreibung

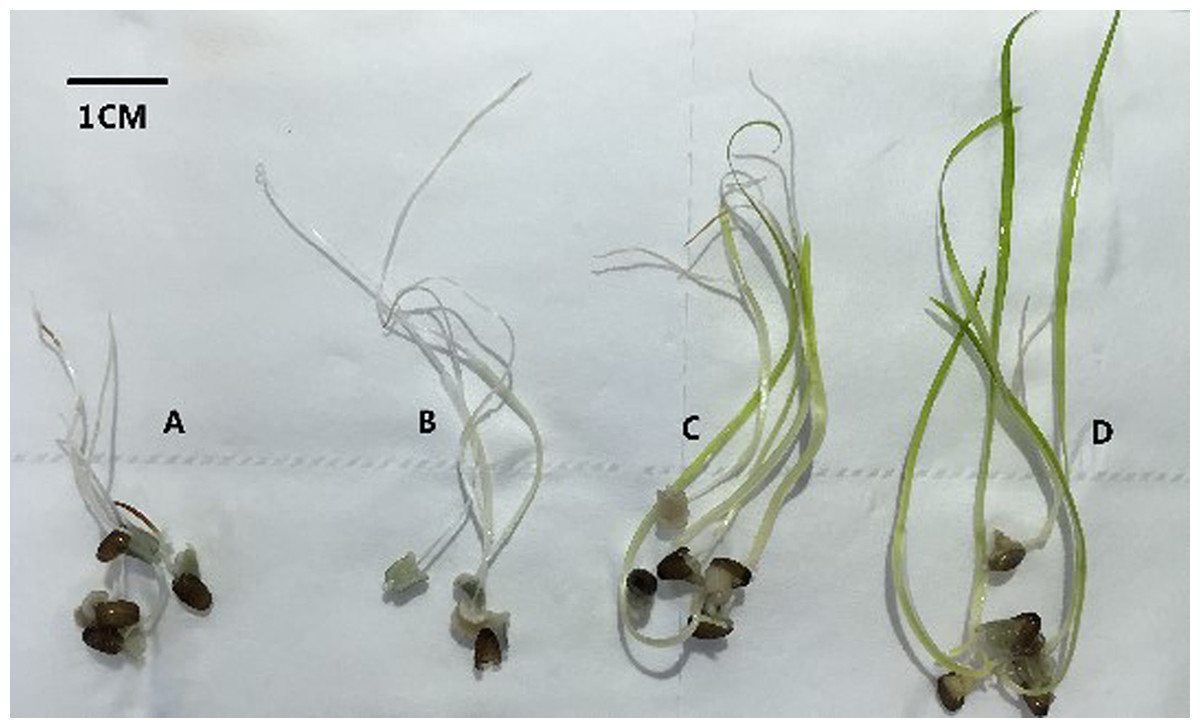
Wachstum von Seegras am Beispiel von Zostera marina

Nur schätzungsweise 0,2 Prozent des Meeresbodens ist von Seegraswiesen bedeckt, wobei bisher nur rund 20 Prozent der Bestände erfasst und kartiert wurden.
Seegraspflanzen wurzeln im küstennahen Sediment von Schlick- oder Sandböden, die sie gleichzeitig vor Erosion schützen. Die Pflanzen können einige 100 Jahre alt werden (Neptungras sogar über 1.000 Jahre) und besiedeln vorzugsweise Tiefen von einem bis zu 10 Metern. Unterschiedliche Seegras-Arten, wie Neptungräser (Posidonia) und Gewöhnlichem Seegras (Zostera marina) sind ihre Charakterpflanzen.
Seegras kann einige hundert Jahre alt werden und spielt eine zentrale Rolle im Ökosystem Meer. Es bietet Kleintieren Schutz und Nahrung, speichert große Mengen von Kohlendioxid, gibt Sauerstoff ins Wasser ab und festigt die marine Sedimentschicht mit bis zu 1.000 Pflanzen pro Quadratmeter.
Während die Wurzeln aller Seegraspflanzen winterhart sind, treiben manche Arten jedes Jahr neue Blätter aus. Seegrasblätter können bis zu zwei Meter lang werden und streben durch archimedischen Auftrieb, im Meerwasser nach oben. Sie wogen dabei unter dem Strömungseinfluss von darüberlaufenden Meereswellen hin und her und dämpfen bei hoher Besatzdichte dabei die Strömungsgeschwindigkeit am Grund so stark, dass Sedimente nicht verwirbelt werden und die Wurzeln besseren Halt finden. Seegraswiesen weisen daher scharfe Grenzen auf. In Faserform sinken abgefallene, abgestorbene Blattteile der Art Posidonia oceanica (Neptungras) auf den Meeresgrund, wo sie aquatisch lebenden Destruenten Nahrung bieten. Riefen und Rippel am Grund bündeln diese Fasern, das Hin und Her der Strömung der Wellen lässt in der Grenzfläche der Strömung am Grund diese Fasern sich verfilzend zusammenballen und Seebälle daraus formen, die von stärkeren Wellen aus dem Wasser gespült und meist oberhalb des Spülsaumes abgelagert werden.

## Ökosystemfunktionen

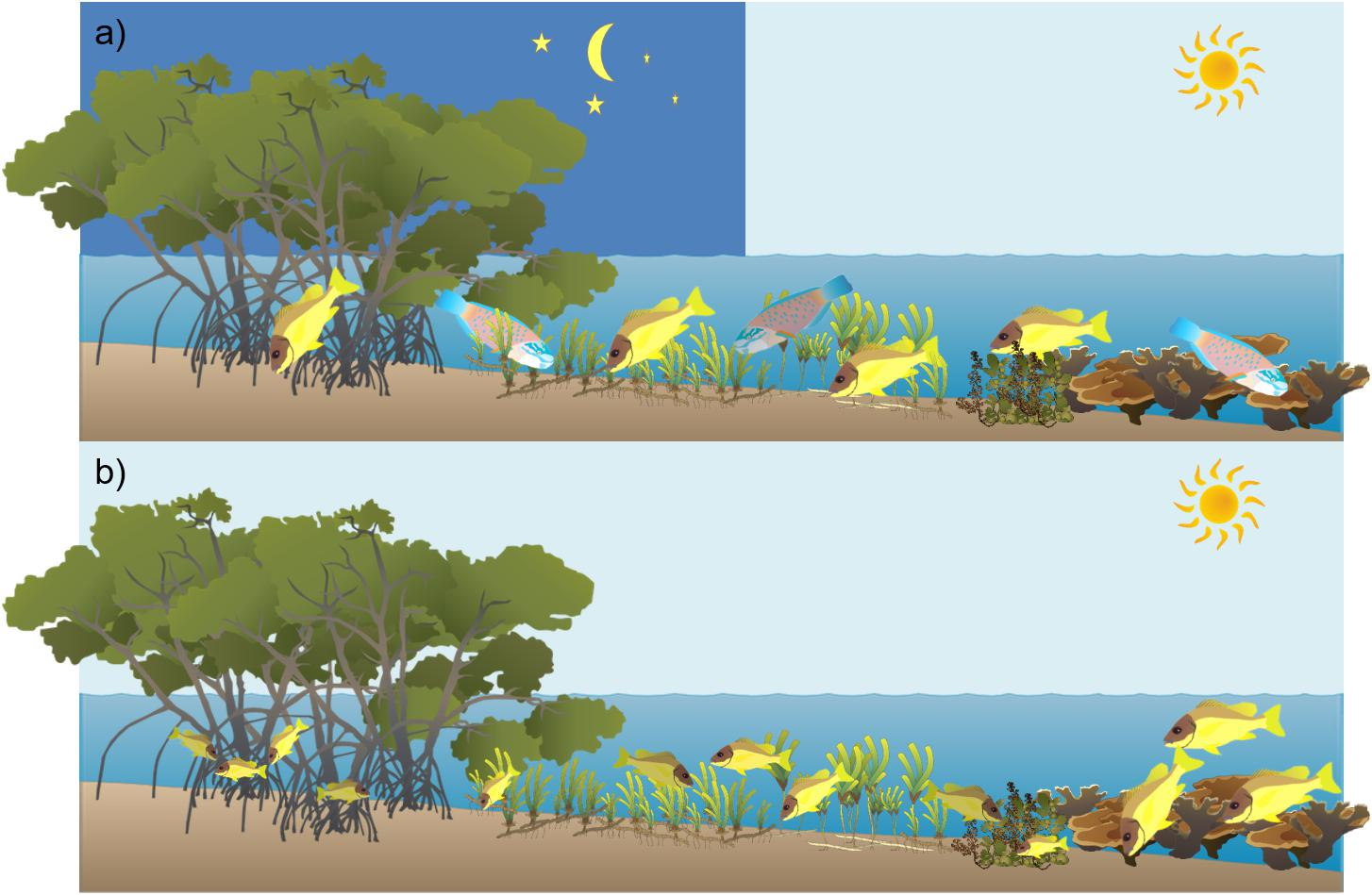
In natürlich erhaltenen Lebensräumen wandern Fische, je nach Tageszeit und Wasserstand oft zwischen Mangrovenwäldern, Seegraswiesen, Kelpwäldern und Korallenriffen

Die Seegräser leben in diesen Wiesen in Gemeinschaften mit anderen Pflanzen und Tieren. Ihre Blätter bieten stabile, harte Oberflächen. Sie tragen oft große Populationen von epiphytischen oder Aufwuchs-Algen, aber auch von Kleintieren, die in den weichen Sedimenten nicht leben könnten. Die Seegraswiesen werden außerdem von vielen Spezies als „Kinderstube“ genutzt, hierzu zählen unter anderem Jungfische, Muscheln, Seesterne, Seepferdchen und Seegurken. Auf den bis zu zwei Meter langen Blättern weiden auch gern Meeresschnecken und kleine Krebstiere den Bewuchs ab. Außerdem heften Hornhechte und Heringe ihre Eier an die Halme des Seegrases. Die dichten Blättermatten der „Wiese“ schützen die Jungfische vor Fressfeinden. Andere Tiere legen ihre Gänge in der Nähe der Wurzelsysteme der Seegräser an, die sie vor räuberischen Feinden schützen. Im Herbst besuchen Ringelgänse und Pfeifenten auf dem Vogelzug die Seegraswiesen, um sich von den Blättern und den Wurzeln des Seegrases zu ernähren.
In wärmeren Gebieten zählt Seegras zu den wichtigsten Nahrungsquellen von Grünen Meeresschildkröten, Seekühen und Schaufelnasen-Hammerhaien. Wissenschaftler gehen davon aus, dass eine 4.000 Quadratmeter große, intakte Seegraswiese rund 40.000 Fischen und etwa 50 Millionen wirbellosen Tieren, wie z. B. Hummer, Oktopoden, Garnelen etc. einen Lebensraum bieten kann.
Seegraswiesen gehören zu den ozeanischen Lebensräumen mit der höchsten Primärproduktion. Etwa die Hälfte der Produktion stammt von den Seegräsern selbst, dazu kommt vor allem die der dort beheimateten Epiphyten und Makroalgen. Ein signifikanter Teil der Biomasse wird im Meeresboden in den Rhizomen und Wurzeln der Seegräser produziert. Dadurch fixieren sie dauerhaft Kohlenstoffdioxid als Kohlenhydrate, etwa Cellulose. Die Wurzeln schützen außerdem den Meeresboden vor Erosion und verzögern eine Remineralisierung des enthaltenen Kohlenstoffs. Zudem führt die verringerte Strömungsgeschwindigkeit in dichten Seegraswiesen zu höheren Sedimentationsraten. Damit bilden Seegraswiesen eine wichtige Kohlenstoffsenke, ihr vollständiger Verlust könnte zu einer Freisetzung von CO2 in der Größenordnung von 10 Gt führen.
Seegraswiesen festigen Sedimente am Meeresboden und stabilisieren die sandigen Gezeitenbereiche der Flussmündungen (Ästuare) und erfüllen eine wichtige Funktion im Küstenschutz.

## Gefährdung

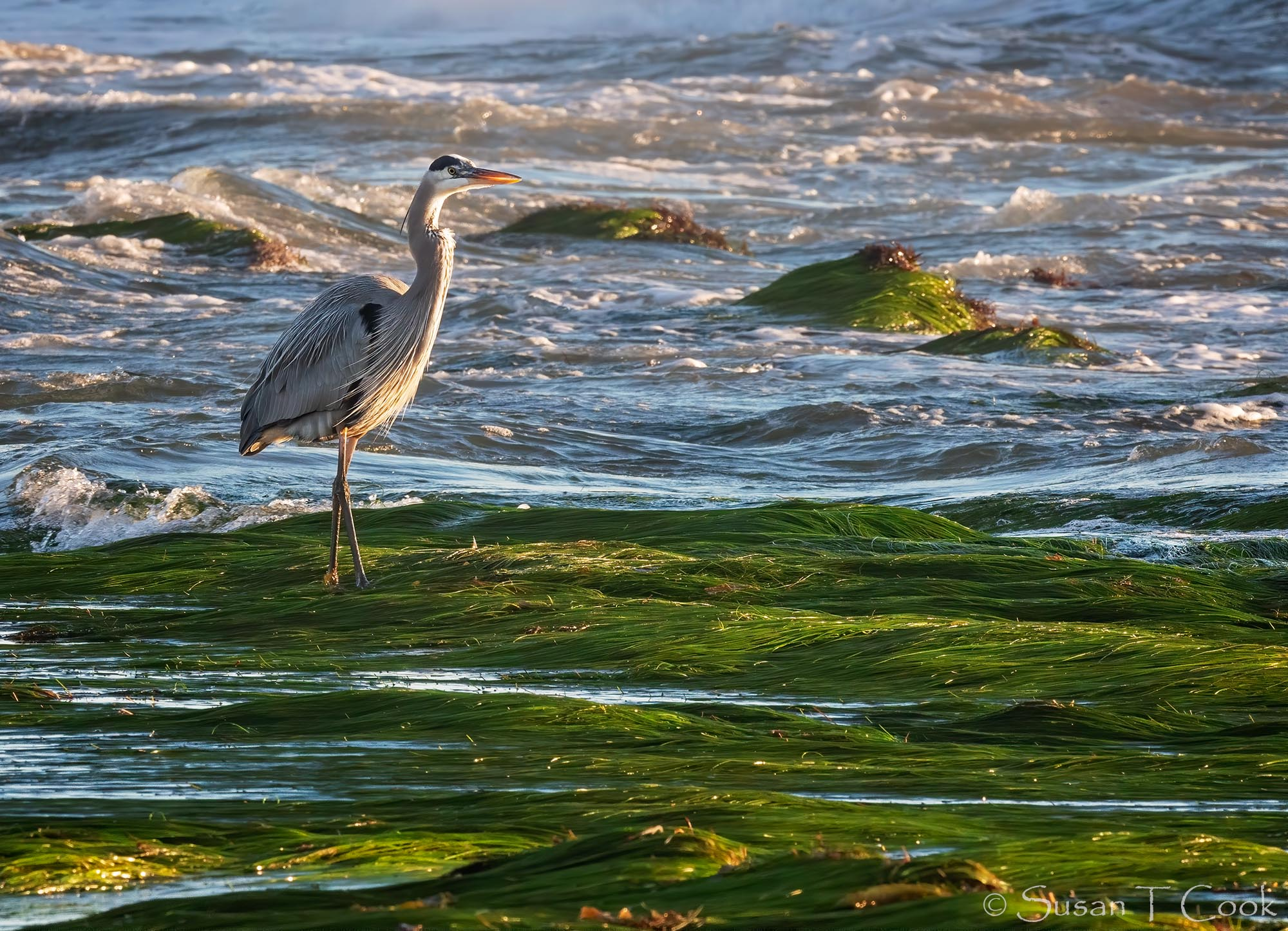
Bei sinkendem Wasserstand profitieren auch Jäger, wie dieser Graureiher von dem Fischreichtum der Seegraswiesen

Die Seegrasbestände gehen weltweit zurück, wobei sie insbesondere durch menschliche Einflüsse und Aktivitäten bedroht werden. Die Verlustrate stieg von 0,09 Prozent pro Jahr vor 1940 auf 7 Prozent pro Jahr seit 1980. Etwa ein Viertel der dort lebenden Arten wird auf der Roten Liste gefährdeter Arten als bedroht geführt. Im Laufe des letzten Jahrhunderts wurden beispielsweise im Bereich des Nordsee-Wattenmeeres durch Überfischung und Krankheiten neben den Austernbänken auch dauerhaft überflutete Seegraswiesen ausgelöscht.
Als in den 1930er Jahren sowohl an der europäischen wie an der amerikanischen Atlantikküste durch eine Pilz-Krankheit große Teile der Wiesen mit Gewöhnlichem Seegras (Zostera marina) weitgehend zerstört wurden, wirkte sich dies auch auf die die Seegraswiesen beweidenden Ringelgänse aus, die auf rund zehn Prozent der vorjährigen Bestandsdichten zurückgingen.
Eine Verdrängung durch den Neophyten Caulerpa taxifolia findet besonders im Mittelmeer statt und beeinflusst die bestehenden Habitate.
Seegräser, die ihre Nährstoffe über Wurzeln aus dem sandigen, schlickigen Meeresboden beziehen, gedeihen gut in relativ nährstoffarmem Wasser. Verstärkter Eintrag von Dünger führt zu einer verstärkten Algenblüte und dadurch zu verringertem Wachstum durch die Konkurrenz ums Licht.
Der gegenwärtige Klimawandel lässt die Meerestemperaturen steigen, damit geht eine zunehmende Häufigkeit und Intensität von Extremereignissen einher. Dies trägt ebenfalls zur Gefährdung und zum Rückgang von Seegraswiesen bei. So kam es bei einer marinen Hitzewelle in der Shark Bay an der Westküste Australiens zu Schäden an mehr als einem Drittel der dortigen bedeutenden, zum UNESCO-Welterbe gehörenden Seegrasbestände. Im westlichen Mittelmeer könnten Neptungraswiesen bis Mitte des Jahrhunderts funktionell aussterben. Andererseits könnten die meisten Seegräser als C3-Pflanzen vom steigenden Kohlenstoffdioxidgehalt des Meeres profitieren.
Doch auch mechanische Zerstörung durch Schleppnetzfischerei, küstennahe Schifffahrt und Bauprojekte zählen zu den Hauptbedrohungen für Seegraswiesen. Anorganische Stickstoffkonzentrationen von über 112 µg/L, die über zehn Jahre hinweg auf das Wasser einwirken, schädigen den Lebensraum.

## Nutzung durch den Menschen
Der Mensch nutzt Seegras unter anderem zur Herstellung von Teppichen. Die hierfür verwendeten Pflanzen stammen jedoch in der Regel nicht aus Wildbeständen, sondern werden (ähnlich wie Reis) auf sogenannten Schwemmfeldern angebaut. Für die Teppichherstellung werden die langen, ledrigen Fasern erst getrocknet und dann zu starken Strängen versponnen, die zu Teppichen verzwirnt werden.